# Talpa Holding
Talpa Holding is een Nederlandse mediagroep. Het eigenaarschap van Talpa Holding is in handen van John de Mol. Het is het moederbedrijf van Talpa Network en Talpa Studios. Bekende merken van Talpa zijn SBS6, Net5, Radio 10, Radio 538 en Sky Radio.

## Onderdelen

### Talpa Network
Talpa Network is een Nederlands multimediaal bedrijf. De hoofdactiviteiten van Talpa Network omvatten radio en televisie, maar daarnaast is het bedrijf ook actief op internet, print en social media.
Televisie
- SBS6
- Net5
- Veronica
- Viaplay TV

Radio
- Radio 10
- Radio 538
- Sky Radio

Overigen
- Mood for Magazines
- Talpa Creative
- Talpa eCommerce
- Talpa Digital
- Talpa Events
- Talpa Gaming
- Talpa Media Solutions
- Talpa Platform
- Talpa Social

### Talpa Studios
Talpa Studios is een Nederlands productiehuis die in 2019 werd opgericht door De Mol. Initieel richtte het bedrijf zich enkel op inhouseproducties voor de televisiezenders van Talpa Network, maar sinds 2023 produceert Talpa Studios ook programma's voor andere mediabedrijven, waaronder RTL.

## Voormalige onderdelen
- ANP (tot medio 2021)
- Gids.tv (tot medio 2023)
- Radio Veronica (tot medio 2023)
- Weer.nl (tot medio 2023)